# Буши, Рон
Рон Буши (англ. Ron Bushy; 23 декабря 1941, Вашингтон — 29 августа 2021, Санта-Моника, Калифорния) — барабанщик группы Iron Butterfly. Он является единственным участником группы, который участвовал в записи всех шести студийных альбомов.

## Карьера

### Iron Butterfly
Ранее игравший в группе Voxmen, Буши присоединился к Iron Butterfly в 1966 году, после переезда группы из Сан-Диего в Лос-Анджелес, заменив предыдущего барабанщика Брюса Морса, когда тот ушел по семейным обстоятельствам. Буши стал частью классического состава группы, вместе с вокалистом и клавишником Дугом Инглом, гитаристом Эриком Бранном и басистом Ли Дорманом.
После того, как Буши сыграл на барабанах на первом альбоме Iron Butterfly Heavy в 1968 году, группа добилась значительного успеха с песней «In-A-Gadda-Da-Vida» со второго альбома, имевшего такое же название, в которой он сыграл продолжительное и получившее признание критиков соло на барабанах. Буши продолжал играть с Iron Butterfly на их третьем и четвёртом альбомах, Ball 1969 года и Metamorphosis 1970 года, вплоть до их распада в 1971 году. Он вернулся в группу, когда она реформировалась в 1974 году, играя на пятом и шестом альбомах, Scorching Beauty и Sun and Steel, выпущенных в 1975 году. Он покинул группу в 1977 году, а в следующем году вновь присоединился к ней.
Буши продолжал барабанить в Iron Butterfly до их второго распада в 1985 году. После второго воссоединения Iron Butterfly в 1987 году он продолжал барабанить в группе, как наиболее постоянный участник, на протяжении всех изменений в составе и распадов.

### Участие в Других группах
Magic (1977—1978): Буши (ударные) и Уолтер Кибби (ударные), Рон «Ракета» Ритчотте (гитара, вокал), а также бывшие участники Iron Butterfly Филипп Тейлор Крамер (бас, вокал) и Билл ДеМартинес (клавишные, вокал).
Gold (1978—1980): Буши (ударные), Ритчотте (гитара, вокал). Позже к ним присоединились: Стюарт Янг (гитара, вокал), Джон Коеринг (гитара, ведущий вокал), и Крамер (бас, вокал). Весной 1979 года они записали один-единственный альбом, который никогда не был выпущен.

## Смерть
29 августа 2021 года Iron Butterfly опубликовали заявление о том, что Буши умер тем утром в медицинском центре Калифорнийского университета в Санта-Монике после борьбы с раком пищевода в возрасте 79 лет. Он стал третьим умершим членом состава In-A-Gadda-Da-Vida, после Эрика Бранна и Ли Дормана в 2003 и 2012 годах соответственно, а в 2024 году за ним последовал  Дуг Ингл.